# جامعة كالابريا
جامعة كالابريا (بالإيطالية: Università della Calabria) هي جامعة إيطالية حكومية مقرها قرية أركافاكاتا التابعة لمدينة ريندي. تأسست الجامعة عام 1972م، ومن بين مؤسسيها كان بينيامينو أندريستا، وجورجيو غاغلياني، وبيترو بوتشي، وباولو سيلوس لابيني. ويدرس بها حاليًا ما يقرب من 35 ألف طالب، ويعمل بها حوالي 800 مدرسًا وباحثًا وحالي 700 موظف إداري.

## الحرم الجامعي
تم تصميم حرم جامعة كالابريا في الأصل من قبل فيتوريو غريغوتي ودارن مارتينسون. تقع المباني على طول جسر معلق، يبلغ طوله 1.3 كيلومترًا. كما هو الحال في الحرم الجامعي البريطاني والأمريكي الشمالي، يعيش الطلاب في مجمعات سكنية محددة بالقرب من الجامعة. الهيكل بأكمله مليء بالخضرة من التلال بالقرب من أركافاكاتا، وهي قرية صغيرة تقع على بعد 10 كم من كوزنسا، وعلى بعد 4 كم من وسط مدينة ريندي.

## كليات الجامعة
تنقسم الجامعة إلى عدة أقسام، وهي:
- قسم علم الأحياء والبيئة وعلوم الأرض
- قسم الكيمياء والتقنيات الكيميائية
- قسم الصيدلة والصحة والتغذية
- قسم العلوم الفيزيائية
- قسم الهندسة مدنية
- قسم هندسة الكمبيوتر والنمذجة والإلكترونيات والأنظمة
- قسم الهندسة الميكانيكية والطاقة والهندسة الإدارية
- قسم هندسة البيئة والأراضي والهندسة الكيميائية
- قسم اللغات والتعليم
- قسم الرياضيات وعلوم الكمبيوتر
- قسم الأعمال والقانون
- قسم الاقتصاد والإحصاء والمالية
- قسم العلوم السياسية والاجتماعية
- قسم الدراسات الإنسانية

## التعاون الأكاديمي والتابع للاشراف الدولي
منذ البداية، وضعت جامعة كالابريا بوضوح استراتيجيات لتطوير أبعاد علاقاتها الدولية. في السنوات العشرين الماضية، تم إنشاء العديد من الاتفاقيات الثنائية من قبل جامعة كالابريا مع الجامعات الأوروبية والأجنبية الأخرى. تهدف هذه الاتفاقيات إلى تشجيع التعاون في مجالات البحوث والأنشطة التعليمية. هذا وقد تم التأكيد على العلاقات الدولية بين مؤسسات التعليم العالي من خلال إطلاق البرامج الأوروبية مثل ERASMUS ، في الثمانينات، والتي مهدت الطريق لأنشطة تنقل الطلاب. على وجه الخصوص، تم إنشاء درجات مزدوجة المستوى كعرض تعليمي ملائم للطلاب المشاركين في هذه التبادلات. ومن بين هذه الحالات، يمكن الإشارة إلى الاتفاقيات التي وضعتها كلية الاقتصاد مع جامعة مانشستر متروبوليتان (المملكة المتحدة) ومع جامعة العلوم التطبيقية فاشاكشول بوشم (ألمانيا)، وكلية العلوم السياسية مع جامعة جاين (إسبانيا).
وبصرف النظر عن المشاركة في البرامج المشتركة بتمويل من الاتحاد الأوروبي، أقامت جامعة كالابريا اتصالات مع المنظمات الدولية مثل منظمة الغذاء والزراعة واليونسكو للأمم المتحدة ومنظمة التعاون الاقتصادي والتنمية. سيتم تنفيذ التدويل بشكل أكبر من خلال مشاريع بحثية وتعليمية أخرى عبر الوطنية باعتبارها شكلا من أشكال الرسالة التي ترسيها جامعة كالابريا. وكنتيجة مثيرة للاهتمام لتجارب التنقل هذه، إنشاء الطلاب الدوليين الذين يعيشون ويدرسون على أساس دائم في حرم جامعي صغير لكنه ملئ بالحيوية. حاليا يتم تنفيذ برنامج خاص لطلاب الدراسات العليا الأجانب.

## الأبحاث

### ريبارتو كورسي
مشروع ريبارتو كورسي هو مشروع من قسم الهندسة الميكانيكية والإدارة والطاقة (DIMEG) الذي بدأ في عام 2005. حيث يضم الفريق الطلاب والأساتذة الذين يطبقون المعرفة المكتسبة في دراستهم حول كيفية التنافس في السباقات الأوروبية.

## الأمور المثيرة للاهتمام
- الحديقة النباتية
- متحف علم الحفريات
- مركز الفنون والموسيقى والترفيه
- المركز الرياضي

## قائمة أسماء الأشخاص الحاصلين على درجات الدكتوارة الفخرية التي تمنحها جامعة كالابريا
- 1981م جيرهارد رولفس في الأدب
- 1986م لويجي لوكا كافالي سفورزا بعلوم الطبيعة
- 1991م سيلفيو برلسكوني في الهندسة الإدارية
- 1994م كارلو ديونيسوتي في الأدب
- 1996م جياني أميليو في الأدب
- 2000م إيريك هامب في الأدب
- 2003م فرانك إياكوبوتشي في العلوم السياسية
- 2003م جيانفيتو ريستا في الأدب
- 2008م بوريس أوليانيتش في التاريخ
- 2010م سافيريو ستراتي في فقه اللغة الحديثة
- 2012م روبرتو بينيني في فقه اللغة الحديثة
- 2012م سالومون ريسنيك في الفلسفة
- 2012م ماريو مارتون في فنون الفنون والسينما والإعلام
- 2013م فاندانا شيفا في علوم التغذية

## وصلات خارجية
- الموقع الرسمي للجامعة